# 4580 Child
4580 Child (1989 EF) là một tiểu hành tinh vành đai chính được phát hiện ngày 4 tháng 3 năm 1989 bởi Eleanor F. Helin ở Đài thiên văn Palomar.